# Academia de Bombeiro Militar Dom Pedro II
A Academia de Bombeiro Militar Dom Pedro II (ABMDP II), é um estabelecimento de ensino superior do Corpo de Bombeiros Militar do Estado do Rio de Janeiro, responsável por formar os futuros oficiais da corporação, a maior do Brasil. Está situada no bairro de Guadalupe, na Zona Norte do Rio de Janeiro. 
Possui como principal missão: "Formar novos líderes para uma corporação em constante transformação e avanço, sintonizada com uma sociedade cada vez mais consciente de sua cidadania."